# Emi Machida
Emi Machida (町田 恵美, Machida Emi), née en 1975 à Maebashi, est une toji japonaise, c'est-à-dire une brasseuse de saké ayant atteint le niveau le plus élevé dans cette discipline.

## Carrière
Elle est la première toji de sa famille qui brasse du saké depuis le XIXe siècle à Gunma,. Son saké a remporté sept éditions du concours annuel Japan Sake Awards.